# Over Now (Alice in Chains)
Over Now è un brano degli Alice in Chains, contenuto nell'album eponimo del 1995 e pubblicato come singolo nel 1996 nella versione contenuta nell'album Unplugged, chiusura della performance televisiva su MTV dalla quale è tratto l'album stesso. La versione studio del brano è presente nel singolo come lato B.
Come per Heaven Beside You, dallo stesso album, e Brother, dall'EP Sap, la voce principale è quella del chitarrista Jerry Cantrell, mentre il cantante Layne Staley si limita alle armonizzazioni nei ritornelli.

## Tracce
1. Over Now (Unplugged) – 7:12
2. Over Now (studio) – 7:03

## Formazione
- Layne Staley - cori
- Jerry Cantrell - chitarra, voce
- Mike Inez - basso
- Sean Kinney - batteria

## Classifiche
| Classifica (1996)             | Posizione massima |
| ----------------------------- | ----------------- |
| Canada                        | 50                |
| Stati Uniti (alternative)     | 24                |
| Stati Uniti (mainstream rock) | 4                 |